# Вежховізна
Вежховізна (пол. Wierzchowizna) — село в Польщі, у гміні Хожеле Пшасниського повіту Мазовецького воєводства.
Населення — 101 особа (2011).
У 1975-1998 роках село належало до Остроленцького воєводства.

## Демографія
Демографічна структура станом на 31 березня 2011 року:
|          | Загалом | Допрацездатний вік | Працездатний вік | Постпрацездатний вік |
| -------- | ------- | ------------------ | ---------------- | -------------------- |
| Чоловіки | 56      | 16                 | 35               | 5                    |
| Жінки    | 45      | 12                 | 22               | 11                   |
| Разом    | 101     | 28                 | 57               | 16                   |